# 斎藤利行 (太郎左衛門尉)
斎藤 利行（さいとう としゆき、生年不明 - 嘉暦元年5月7日（1326年6月7日））は、鎌倉時代末期の武士。通称は太郎左衛門尉。六波羅探題奉行人。父は斎藤頼利。子は利康、清長、名倉清利、利種、利政の他に、娘に土岐頼員（舟木頼春）室などがいる。

## 概要
正和3年（1314年）12月、「神木動座」を行った興福寺へ鎌倉幕府の沙汰を伝え、神木を春日大社に帰座するよう交渉した（『大乗院具注暦日記』）。
『太平記』巻一「頼員回忠事」では、元亨4年（1324年）9月、夫の土岐頼員から、後醍醐天皇の倒幕計画を聞かされた娘が事の顛末を父である利行に知らせる。利行は急ぎ頼員を説得し計画への参加を放棄させ、9月19日に六波羅探題へ急報し関係者が処罰された（正中の変）。